# Деревинностружкова плита

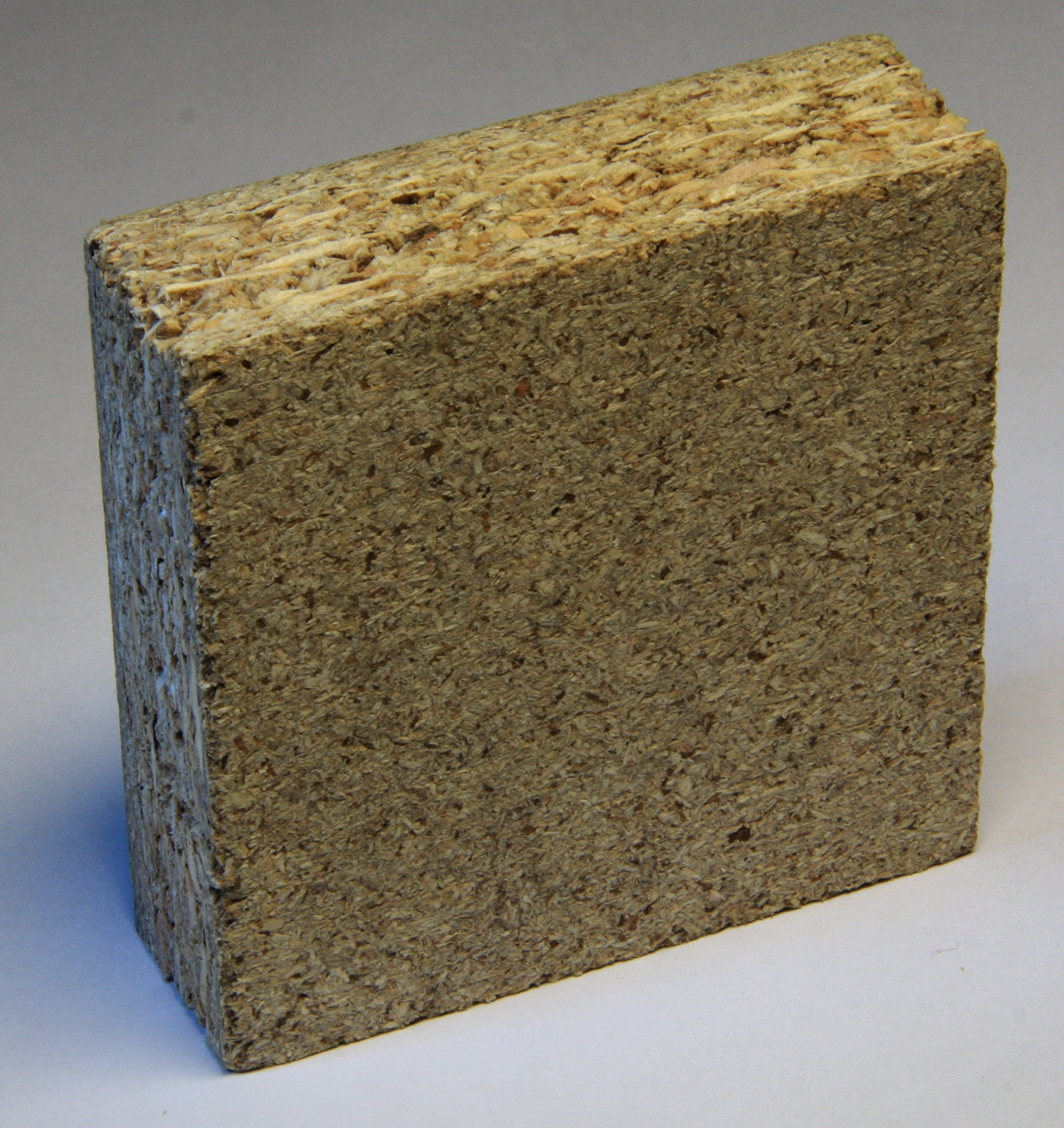
Деревинностружкова плитка

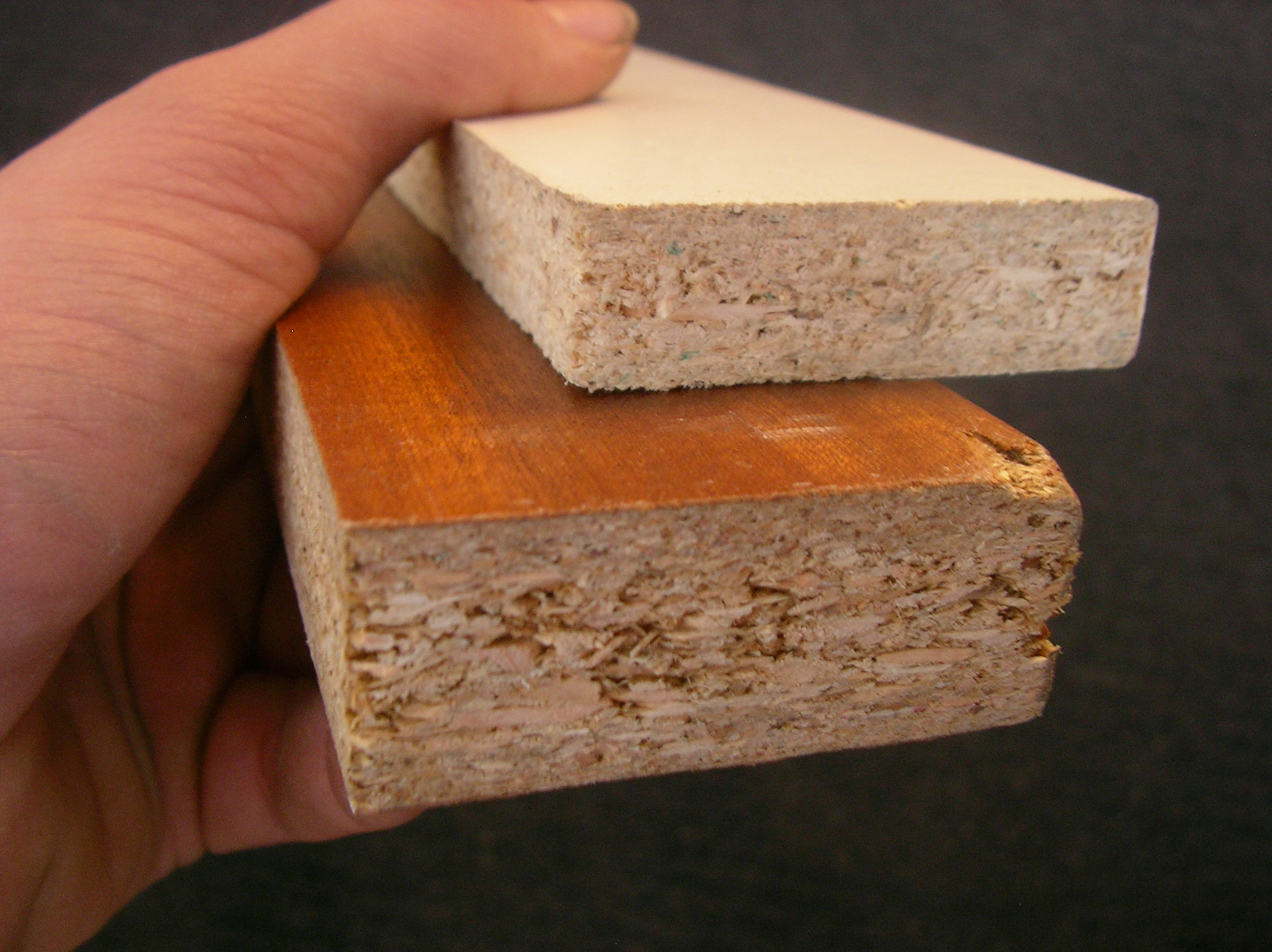
Звичайна ДСП (зверху) та ламінована шпоном ЛДСП

Деревинностружкова плита (ДСП) — дешевий листовий композиційний матеріал, вироблений гарячим пресуванням деревинних частинок, переважно стружки, із введенням спеціальних добавок (6-18% від маси стружок). Пресування виконують на одно- та багатоповерхових періодичних пресах за тиску 0,2-5 МПа та температури 100–140 °С або у безперервних стрічкових, гусеничних або екструзійних агрегатах.
Деревинностружкові плити з'явилися в 1940-х роках у США як деревинний матеріал для вироблення тимчасових меблів.
За чистотою обробітку та щільністю поділяють на будівельні та меблеві плити.

### Недоліки
- Швидко насичується вологою, яка призводить до набрякання деревинних складників із розбуханням та розтріскуванням.
- Погано утримує шурупи, особливо в разі повторного закручування.
- ДСП екологічно небезпечний матеріал: сполучальні смоли, що їх застосовують у вироблянні, виділяють шкідливий для людини формальдегід.

## Застосовування
Їх застосовують для вироблення корпусних, м'яких та інших меблів, будівельних елементів, тари.
Плити можуть бути облицьовані шпоном, папером, полімерними плівками, пластиком. У разі застосовування в житлових та окремих виробничих приміщеннях облицювання обов'язкове, а в окремих випадках використовувати такі плити заборонено.
Ще в 1985 році Всесвітньою організацією охорони здоров'я деревно-стружкові плити зараховано до списку канцерогенних матеріалів, що завдають непоправної шкоди здоров'ю людини.